# José Allamano
José Allamano, IMC (Castelnuovo, 21 de janeiro de 1851 – Turim, 16 de fevereiro de 1926) foi um padre católico italiano que fundou os Missionários da Consolata (I.M.C.) para homens e outro para mulheres, as Irmãs Missionárias da Consolata. Allamano também serviu como reitor do Santuario della Consolata e transformou o santuário em uma fonte de renovação espiritual para os fiéis.
Ele foi beatificado em 7 de outubro de 1990 e canonizado em 20 de outubro de 2024.

## Vida
Giuseppe Ottavio Allamano nasceu em Asti em 1851 como o quarto de cinco filhos de uma família muito piedosa. Sua mãe era a irmã mais nova de José Cafasso. Seu pai morreu de antraz quando Giuseppe tinha três anos.
De 1861 a 1866, Allamano frequentou o Oratório de João Bosco em Valdocco. Ele começou seus estudos para se tornar padre em Turim em novembro de 1866, e foi ordenado ao sacerdócio em 20 de setembro de 1873. Ele foi nomeado diretor espiritual no seminário maior da diocese de Turim. Em 1876, ele obteve um doutorado em teologia. Ele foi nomeado reitor do Santuario della Consolata em 2 de outubro de 1880 e manteve essa posição até sua morte. Entre 1883 e 1885, ele reestruturou o Santuário e consertou o telhado. Em 1899, ele encomendou ao arquiteto Carlo Ceppi a expansão do espaço interior para os fiéis com a construção de quatro capelas circulares. Allamano garantiu que o santuário se tornasse uma fonte de renovação espiritual.
Allamano também respondeu aos pedidos de conforto espiritual e material de Turim apoiando várias iniciativas sociais e promovendo os jornais católicos. Em 1899, ele começou a publicar o mensal La Consolata.

## Missionários da Consolata
Ao se recuperar de uma doença grave em 1891, ele prometeu fundar uma sociedade missionária para padres e leigos. Assim, os Missionários da Consolata nasceram em 29 de janeiro de 1901. Os primeiros missionários chegaram ao Quênia em 1902, acompanhados em 1903 pela Irmã de Cottolengo. Ele também fundou as Irmãs Missionárias da Consolata para mulheres em 29 de janeiro de 1910.
Devido ao aumento do tamanho da população cristã, ficou bem claro que não havia padres e irmãos suficientes para atender às necessidades pastorais do povo. Allamano expressou essa profunda preocupação ao Papa Pio X durante uma visita a Roma em 1912. Ele pediu ao papa que fizesse algo e talvez estabelecesse um dia anual de missão para despertar vocações missionárias. A guerra estourou nos Bálcãs, e as propostas foram adiadas. Durante a Primeira Guerra Mundial, ele trabalhou para ajudar refugiados e seminaristas que foram recrutados. Ele também trabalhou pela causa de seu tio, que foi beatificado em 1925.
Allamano morreu em Turim em fevereiro de 1926.

### Legado

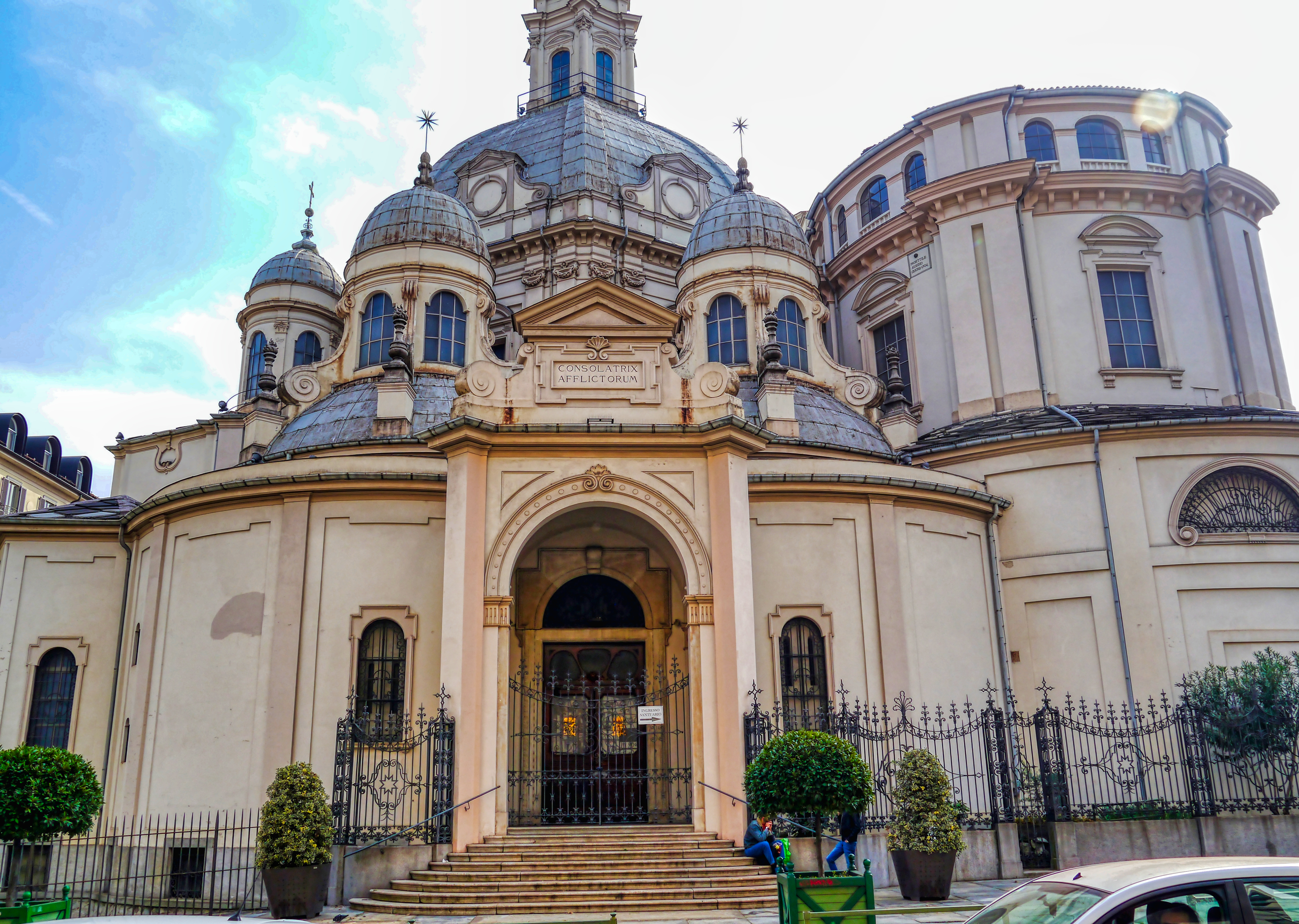
Santuario Della Consolata, em Turim

Sua ideia de um dia anual para missionários surgiu em 1927, quando o Papa Pio XI instituiu o Dia Mundial das Missões.

## Beatificação
O processo diocesano começou em 1944 em Turim e concluiu seu trabalho em 1951. Sua causa foi formalmente aberta em Roma em 19 de janeiro de 1952, concedendo-lhe o título de Servo de Deus. Recebeu o decreto formal de ratificação várias décadas depois, em 5 de outubro de 1984. Em 1987, a Positio foi submetida ao Dicastério para as Causas dos Santos para avaliação posterior.
O Papa João Paulo II proclamou em 13 de maio de 1989 que Allamano fosse feito Venerável após reconhecer que o falecido padre havia vivido uma vida de virtude heróica.
O milagre atribuído a ele para beatificação foi ratificado em 17 de outubro de 1986 após a conclusão de um tribunal diocesano. João Paulo II aprovou o milagre em 10 de julho de 1990 e o beatificou em 7 de outubro de 1990.
Em 7 de fevereiro de 1996, na floresta amazônica, Sorino Yanomami, um indígena de Cabo Verde, que foi atacado por uma onça sofreu lesão cerebral. Após uma neurocirurgia em Boa Vista, juntamente com a novena de sua congregação pela intercessão do Beato Allamano, Yanomami sobreviveu. Em 23 de maio de 2024, o Papa Francisco, após se encontrar com o Prefeito Marcello Semeraro do Dicastério para as Causas dos Santos, reconheceu este como o segundo milagre e emitiu um Decreto convocando um Consistório de Cardeais para deliberar sobre a canonização de Allamano.
Allamano foi canonizado pelo Papa Francisco em 20 de outubro de 2024, entre os 14 beatos.